# Бресанвидо
Бресанвѝдо (на италиански и на венециански: Bressanvido) е малко градче и община в Северна Италия, провинция Виченца, регион Венето. Разположено е на 57 m надморска височина. Населението на общината е 3154 души (към 2015 г.).